# كارول هايمان
كارول هايمان (بالإنجليزية: Carole Hayman)‏ (1945، ليدز في المملكة المتحدة)؛ صحفية، كاتِبة وروائية بريطانية. درست في جامعة ليدز.

## روابط خارجية
- كارول هايمان على موقع IMDb (الإنجليزية)
- كارول هايمان على موقع قاعدة بيانات الفيلم (الإنجليزية)